# Сао Томе и Принсипи
Демократична република Сао Томе и Принсипи (на португалски: República Democrática de São Tomé e Príncipe) е малка островна държава в Гвинейския залив на запад от бреговете на Централна Африка. Страната има площ от около 1001 км² (остров Сао Томе 836, остров Принсипи – 128, други – 37 км²) и население от 187 хил. души, което я прави най-малката напълно суверенна държава (т.е. отвъд опеката на британската корона или друг подобен съюз). Двата острова се намират на 140 километра един от друг.
Сао Томе и Принсипи е наречена на апостол Тома от португалските изследователи, които откриват островите на деня на апостола през 1471 година. Столица на държавата е град Сао Томе с население от 53 300 души. Градът притежава международно летище, пристанище и няколко предприятия от леката промишленост, в които се произвеждат строителни материали, сапуни и напитки.

## География

### Разположение, геология, релеф
Територията на страната е съставена от два основни острова – по-големия Сао Томе и по-малкия Принсипи, разположени съответно на около 250 и 225 km северозападно от Габон. Най-малкият обитаем остров – Илиеу даш Ролаш (с площ 3 km²) е разположен точно на екватора. Има още 4 малки острова – Илиеу даш Кабраш, Илиеу де Сантана, Илиеу де Тиньозаш и Илиеу де Каросо. Геоложки са изградени предимно от базалти и са част от т.нар. камерунска вулканична линия, включваща още близките острови Анобон (на юг) и Биоко (на север, двата острова са част от Екваториална Гвинея), както и вулканът Камерун. Общата площ на страната е 1001 km². Бреговата линия е с дължина 260 km. релефът им е предимно планински, като много добре се окрояват съхранилите се древни вулкански конуси, с връх Пико де Сао Томе (2024 m), най-високата точка на страната. В кратерите на угасналите вулкани са разположени малки езера.

### Климат, флора, фауна
На Принсипи климатът е екваториален, постоянно влажен, а на Сао Томе – преходен от екваториален към тропичен с дъждовен (от октомври до май) и сух (от юни до септември) сезони. Средномесечните температури са от 23 до 27 °C. Като цяло максималните температури не надвишават 32°С. Във вътрешните части, където има планини и хълмове, средногодишната температура е 20 °C. Валежите са обилни, от 1000 mm/m² в северните равнинни местности до 5000 mm/m² в южните части. И двата острова са до голяма степен заети от гъсти, влажни екваториални гори, които са обитавани от разнообразни животински видове, а устията на малките реки са обрасли с мангрови гори.
Поради създаването на плантации обаче горите в крайбрежните низини са силно намалели. Нито на Сао Томе, нито на Принсипи има каквито и да било полезни изкопаеми. По-голямата част от почвите са неподходящи за обикновено поливно земеделие, но водите около островите са чисти и богати на риба. Кокосовите палми също са източник на прехрана. На Принсипи има малки обработваеми площи и бурни потоци.

## Държавно устройство
Сао Томе и Принсипи е република. Ръководи се от президент, избиран за 5-годишен мандат. Законодателният орган е Националното събрание, състоящо се от 55 депутати. Изпълнителната власт се упражнява от Съвета на министрите.

## Административно деление
Сао Томе и Принсипи е разделена на две провинции – провинция Сао Томе и провинция Принсипи.
Провинциите се разделени допълнително на окръзи, като общият брой на окръзите е 7 – 6 на провинция Сао Томе и 1 на провинция Принсипи.

## История
Островите, дотогава ненаселени, са открити от португалския изследовател Фернао до По и колонизирани от португалците през 1471 г. Приема се, че остров Сао Томе е открит на 21 декември 1471 (ден на свети Тома), а на Принсипи – 17 януари 1472 (ден на Антоний Велики), макар да има разногласия сред историците относно годините. През 1493 е създадено първото селище на Сао Томе от Алваро Каминя по заповед на крал Жуау II. През 1500 по същия начин е основано селище и на Принсипи. Португалците създават захарни плантации и довеждат роби, евреи и престъпници, които да ги обработват. В резултат на това островите стават най-големите производители на захар в Африка. Развитието на захарни плантации в Западна Африка обаче оказва негативно влияние и икономиката на островите почва да запада. Около 1800 започва засяването на нови култури – кафе и какао. Оттогава Сао Томе и Принсипи е най-големият производител на какао в света. Плантациите обаче се оказват проблемни. В повечето случаи португалските земевладелци злоупотребяват с широките си правомощия и това довежда до недоволство от страна на работниците. През 1875 г. е отменено робството на Сао Томе и Принсипи, а в периода 1951 – 1972 г. островите са провинция на Португалия. През 1953 г. избухва въстание на работниците в плантациите срещу португалската власт, което приключва с клането край Батепа – 1000 души са убити от португалците. То полага началото на националистическото Движение за освобождението на Сао Томе и Принсипи. Страната извоюва независимостта си на 12 юли 1975 г.

## Икономика
Страната има слабо развито селско стопанство. Основните експортни суровини са какао, банани, кафе, палмово масло и продуктите на хининовото дърво. Около 33% от територията на островите се обработва. Отглеждат се едър рогат добитък, свине, овце и кози. Сравнително добре развит е риболова и ловът на костенурки.
В Сао Томе и Принсипи има пътна мрежа от около 380 км шосета. Няма жп линии. Има едно летище, близо до столицата Сао Томе.

## Население
Голяма част от населението води началото си от роби, докарани на островите от различни части на Африка, за да работят в плантациите със захарна тръстика и какао. Жителите на Сао Томе и Принсипи са около 160 000. Гъстотата е 159,8 ж./км² с естествен прираст 32. Етническият състав е предимно от саотомейци – 97,8%. Официалният език е португалски и местен криол (сантомейски). 41% от сантомейците са неграмотни. В резултат на продължилото дълго време португалско влияние 89,2% от населението са католици, повече от всяка една друга африканска страна.

## Религия
Основни религиозни общности и изповедания на островите са Католицизъм, Евангелизъм и Църква на адвентистите от седмия ден, които църкви на свой ред поддържат тесни връзки с Португалия. Има незначително на брой, но бързо нарастващо население от мюсюлмани.

## Култура

### Музика
Характерни за тази страна ритми са усуа и сокопе. Музиката в страната е силно повлияна от португалската музика.
Кухнята в Сао Томе и Принсипи е свързана с растенията, които виреят в страната. В тяхната традиционна кухня, се срещат следните култури: корени като маниока, плантани и банани.